# أوسزكار ديمجان
أوسزكار ديمجان (بالمجرية: Demján Oszkár)‏ (28 ديسمبر 1891 – 4 سبتمبر 1914) هو سبّاح مجري راحل، مثّل بلاده في الألعاب الأولمبية الصيفية 1912.

## روابط خارجية
أوسزكار ديمجان على موقع أوليمبيديا (الإنجليزية)